# زوليكا فوينتيس
زوليكا فوينتيس مواليد 29 يونيو 1993، هي لاعبة كرة يد بورتوريكية تلعب كظهير أيسر. مثلت منتخب بورتوريكو لكرة اليد للسيدات.

## سجل المنافسة
شاركت في البطولات التالية:
- بطولة العالم لكرة اليد للسيدات 2015